# Aquilegia transsilvanica
Espèce
Synonymes
- Aquilegia fussii Zimmeter[1] [2]
- Aquilegia paraplesia Schur[1] [2]
- Aquilegia vulgaris var. paraplesia (Schur) Baker[1] [2]
- Aquilegia vulgaris var. transsilvanica (Schur) Baker[2]
- Aquilegia vulgaris var. transsylvanica (Schur) Brühl[2]

Aquilegia transsilvanica est une espèce de plantes herbacées vivaces des Carpates de la famille des Ranunculaceae.